# Mazda Xedos 9
La Xedos 9 est une grande berline développée par Mazda présentée à Francfort en septembre 1993 et commercialisée en mars 1994 sur le marché français. Au Japon, elle s'est d'abord appelée Eunos 800 puis Millenia, nom qu'elle a toujours porté aux États-Unis.
La Xedos 9 arrive deux ans après la Xedos 6 conformément au plan décidé par Mazda pour opérer une montée en gamme pour répondre notamment aux labels de luxe Lexus de Toyota et Infiniti de Nissan. Les ventes de la Xedos 6 étant bien plus faibles que prévu, le constructeur sait toutefois, à la sortie de la Xedos 9, que le programme n'ira pas au-delà. La carrière très discrète de la Xedos 9 confortera Mazda dans cette décision.
La Xedos 9 affiche une ligne plutôt élégante, mais plus classique que la Xedos 6 et seule sa petite calandre raffinée lui permet de considérer qu'elle forme un début de famille avec celle-ci. Il n'y aura aucune variante à la Xedos 9 qui fera toute sa carrière sous sa seule carrosserie de berline trois volumes quatre portes.
- La gamme en France

La Xedos 9 est une grande traction qui se place, dans la gamme, entre les Xedos 6, 626 et la grande 929 ou Sienta selon les marchés. Un positionnement un peu confus... et des motorisations qui entretiennent cette confusion : en effet, en Europe à sa sortie, le moteur haut de gamme de la Xedos 9 ne va pas au-delà du V6 2,5 litres de 167 ch... installé sur la plus populaire 626. La Xedos 9 propose même un petit 2 litres, toujours V6, de 143 ch. Seule la version 2,5 litres peut disposer du système à quatre roues directrices (4WS)... également proposé sur la 626. Et seul ce 2,5 litres peut être accouplé à une boîte automatique.
- La gamme au Japon

La gamme japonaise est plus intéressante puisqu'elle compte le V6 2,5 litres dans une version de 200 ch (qui sera ramené à 190 ch en 2002) et, surtout, un 2,3 litres à cycle Miller de 220 ch au rendement très intéressant. Ce moteur dispose d'une injection d'air sous pression dans les cylindres qui améliore le bilan performances/consommations. Le Japon aura aussi droit un peu plus tard au 2 litres diffusé en Europe, mais avec 160 ch.
Au Japon comme aux États-Unis, le duo Eunos 800 / Millenia ne connaît qu'une carrière discrète. En France, la Xedos 9 cumule les difficultés : il s'agit d'un modèle plutôt grand pour le marché hexagonal, plutôt cher, dépourvu de diesel et vendu par un constructeur dont l'imagine en haut de gamme reste à construire. La diffusion sera ainsi des plus confidentielles.
- Évolutions de la Xedos 9

À partir de 1996, tandis que le 2 litres n'est plus proposé, Mazda se décide à importer le V6 2,3 litres à cycle Miller. Cette nouvelle version développe 210 ch en France et s'associe exclusivement à une boîte automatique. Par rapport au 2,5 litres de 167 ch lorsqu'il est équipé de la boîte automatique, la vitesse de pointe passe de 210 à 230 km/h et le 0 à 100 km/h est ramené de 11,1 secondes à 9,5 secondes, pour une consommation moyenne (selon les données du constructeur) réduite de près de 8 %.
En 1997 la gamme en France ne comprend plus que cette version à cycle Miller... Mais lors d'un restylage en septembre 2000 (qui banalise la calandre), c'est au contraire le V6 2,5 litre qui revient au programme tandis que le 2.3 cycle Miller disparaît. Ce restylage ne permettra pas à la Xedos 9 de réaliser de décoller en termes de ventes sur le marché français (voir Nombre d'immatriculation ci-dessous). La grande Mazda se retire en 2002 et termine sa carrière internationale un an plus tard. Lors de son retrait, le programme de "premiumisation" de Mazda ayant échoué, le rôle de "grande" berline chez le constructeur reviendra à la familiale et populaire Mazda 6.

## Ses ventes en France
Immatriculations annuelles de Xedos 9 sur le marché français.
| Année  | 1994 | 1995 | 1996 | 1997 | 1998 | 1999 | 2000 | 2001 | 2002 | Total |
| ------ | ---- | ---- | ---- | ---- | ---- | ---- | ---- | ---- | ---- | ----- |
| Ventes | 126  | 92   | 52   | 30   | 20   | 16   | 4    | 14   | 3    | 357   |